# マルレー・アケ
マルレー・アケ（Marley Aké、2001年1月5日 - ）は、フランス・ベジエ出身のサッカー選手。イヴェルドン＝スポールFC所属。ポジションはフォワード。

## 経歴
ユース時代はモンペリエやASベジエの下部組織に所属し、2018年にオリンピック・マルセイユの下部組織へ移籍した。リザーブチームに昇格すると、30試合に出場し、7ゴール3アシストを記録した。2019-20シーズンにはトップチームで、チャンピオンズリーグにも出場している。
2020年には、ゴールデンボーイ賞候補に選出された。
2021年1月28日、U-23ユヴェントスFCへ移籍した。移籍金は800万ユーロで、マルセイユへ移籍したフランコ・トンギャとの実質的なトレードである。
2023年1月31日、ディジョンFCOへのレンタル移籍が発表された。
2023年8月7日、ウディネーゼ・カルチョへの1年間のレンタル移籍が発表された。ウディネーゼの買い取りと、ユヴェントスの買い戻しオプションがそれぞれ付帯している。2024年1月18日、レンタル移籍先をイヴェルドン＝スポールFCへ変更したことが発表された。
2024年8月8日、イヴェルドン＝スポールFCへの完全移籍が発表。